# Cardamine nymanii
Espèce
Classification phylogénétique
Cardamine nymanii est une espèce de plantes à fleurs de la famille des Brassicaceae, proche de la cardamine des prés (Cardamine pratensis), et qui doit son nom en hommage au botaniste Carl Fredrik Nyman. C'est une plante herbacée que l'on la rencontre en Islande, au Groenland, à l'île de Spitzberg, au nord de l'Eurasie et dans les régions arctiques de l'Amérique du Nord (notamment Nunavut, nord du Labrador, Alaska, etc.)

## Habitat
Elle apprécie les prés humides, les bords des rivières, des étangs et des lacs de la toundra, et les berges des marais, ainsi que les bords de l'océan Arctique et des régions boréales de l'Atlantique Nord.

## Synonyme
- Cardamine pratensis L. var. angustifolia Hook.